# 대우 IQ
대우 IQ 시리즈는 대우전자가 1984년~1990년 까지 제작한 MSX 호환 8비트 컴퓨터다.

## 기종

### MSX1 규격
- DPC-100
- DPC-180
- DPC-200
  - DPC-200S
- CPC-88
- CPC-200

### MSX2 규격
- CPC-330
  - CPC-300E
- CPC-330K
- CPC-400
  - CPC-400S

## 같이 보기
- 재믹스
- 대우그룹